# شبكة الدوائر الثقافية العالمية
شبكة الدوائر الثقافية العالمية (بالإنجليزية: Global Cultural Districts Network)‏ هو اتحاد لمجموعة من مراكز عالمية للفنون والثقافة، يمثل أعضاؤها عدة مدن وأحياء ثقافية بالإضافة لعدة مؤسسات ثقافية من جميع أنحاء العالم.

## التأسيس
تأسست شبكة الدوائر الثقافية العالمية في عام 2013 من قبل أدريان إليس، وتم تأسيسها بواسطة «أي إي أي للاستشارات» (بالإنجليزية: AEA Consulting)‏ و«مؤسسة المدن الجديدة» (بالإنجليزية: AEA Consulting)‏، بالإضافة إلى منطقة الفنون في دالاس. في مارس 2018، تم تعيين بياتريس بيمبروك كمديرة للشبكة، بينما يشغل أدريان إليس منصب الرئيس، وشغل «جريجوريو لوسينا سكاربيلا» منصب المنسق العام.
تم التشجيع لتشكيل الشبكة من خلال سلسلة من المحادثات بين الزعماء الثقافيين، الذين كانوا على دراية بأنه على الرغم من وجود منتديات للمؤسسات الثقافية للاجتماع ومناقشة القضايا المشتركة، لم يكن هناك أي شخص شخص من هؤلاء مسؤولاً في أي من تلك المناطق الثقافية.

## الأعضاء
عدد أعضاء الشبكة يبلغ عددها ستة والأوبعون; وهي متنوعة ما بين مدن ومناطق ثقافية، ومؤسسات ثقافية، ومؤسسات غير ربحية، وكذلك مؤسسات للمبادرات الخاصة من جميع أنحاء العالم.

### الأعضاء الستة والأربعون
- الإمارات العربية المتحدة دائرة الثقافة والسياحة في أبوظبي.
- أستراليا مركز مهرجان أديلايد.
- الإمارات العربية المتحدة شارع السركال - دبي.
- الولايات المتحدة الأمريكية فنون أريزونا ، جامعة أريزونا - توكسون.
- نيوزيلندا أوكلاند لايف - أوكلاند.
- المملكة المتحدة بيتر بانكسايد - لندن.
- الولايات المتحدة الأمريكية منطقة بروكلين الثقافية ( أكاديمية بروكلين للموسيقى / شراكة وسط مدينة بروكلين / تحالف وسط مدينة بروكلين للفنون ) - مدينة نيويورك.
- أستراليا مركز مسرح كانبرا - كانبيرا.
- الولايات المتحدة الأمريكية مدينة بروفيدنس قسم الفنون والثقافة والسياحة - بروفيدنس.
- المملكة المتحدة المصب الإبداعي - مصب نهر التايمز.
- المملكة المتحدة كالتشر مايل ( مركز باربيكان / متحف لندن / شركة سيتي أوف لندن ) - لندن.
- الولايات المتحدة الأمريكية منطقة دالاس للفنون - دالاس.
- المملكة المتحدة إيست بانك في كوين إليزابيث أوليمبيك بارك - لندن.
- المملكة المتحدة مجموعة طريق المعارض الثقافية (اكتشف جنوب كنسينغتون ) - لندن.
- المملكة المتحدة Goldsmiths ، جامعة لندن - لندن.
- كندا مركز هاربورفرونت - تورنتو.
- أستراليا HOTA ، منزل الفنون - سيرفرز بارادايس.
- جامايكا كينغستون كريتيف - كينغستون.
- سويسرا LAC Lugano Arte e Cultura - لوغانو.
- أستراليا منطقة ملبورن للفنون ( مركز ملبورن للفنون / مركز ملبورن ريسيتال ) - ملبورن.
- المملكة العربية السعودية مؤسسة مسك.
- النمسا المتاحف كوارتير فيينا - فيينا.
- سنغافورة مجلس التراث الوطني - سنغافورة.
- الولايات المتحدة الأمريكية شركة نافي بيير - شيكاغو.
- الولايات المتحدة الأمريكية متحف نيوارك للفنون (NMOA) - نيوارك ، نيو جيرسي.
- الولايات المتحدة الأمريكية مركز نيو جيرسي للفنون المسرحية (NJPAC) - نيوارك ، نيوجيرسي.
- الولايات المتحدة الأمريكية سمفونية العالم الجديد ، أكاديمية الأوركسترا الأمريكية - ميامي بيتش.
- سويسرا المؤسسة الأولمبية للثقافة والتراث - لوزان.
- اليونان مؤسسة أوناسيس - أثينا.
- أيرلندا حي بارنيل سكوير الثقافي ، تمبل بار - دبلن.
- أستراليا صندوق Perth Theatre Trust - بيرث.
- الولايات المتحدة الأمريكية صندوق بيتسبرغ الثقافي - بيتسبرغ.
- فرنسا Quartier de la Création - نانت.
- كندا Quartier des Spectacles Partnership - مونتريا.
- بلجيكا RAB / BKO - بروكسل.
- الإمارات العربية المتحدة هيئة متاحف الشارقة - الشارقة.
- المملكة المتحدة مركز ساوث بانك - لندن.
- كندا The Bentway Conservancy - تورنتو.
- الكويت الحي الثقافي الوطني الكويتي - مدينة الكويت.
- المملكة المتحدة رصيف Lowry / Salford Quays - سالفورد.
- الولايات المتحدة الأمريكية Masswascut Collaborative - بروفيدنس.
- الولايات المتحدة الأمريكية مركز الموسيقى - لوس أنجلوس.
- الولايات المتحدة الأمريكية منطقة المسرح في هيوستن - هيوستن.
- الولايات المتحدة الأمريكية تحالف تايمز سكوير - نيويورك.
- الصين هيئة منطقة غرب كولون الثقافية - هونغ كونغ.

### الأعضاء المنتسبون
الأعضاء المنتسبون لـ شبكة الدوائر الثقافية العالمية: هم المنظمات والأفراد الذين يتشاركون المصلحة المهنية في المساهمة في إدارة وتشغيل المناطق الثقافية الدولية.
تشمل الشركات التابعة لـ شبكة الدوائر الثقافية العالمية ما يلي:
- بيوروهابولد (بالإنجليزية: BuroHappold)‏ - باث، المملكة المتحدة.
- استوديو جيسون بروجس (بالإنجليزية: Jason Bruges Studio )‏ - لندن، المملكة المتحدة.

## الإجتماعات السنوية
أعضاء شبكة الدوائر الثقافية العالمية مدعوون إلى اجتماعات منتظمة لتبادل أفضل الممارسات الناشئة، والاستماع إلى أفرقة الخبراء، ومناقشة مكان الدوائر والمجمعات الثقافية في السياسة الحضرية، والتنمية الاقتصادية، ومجالات السياسة العامة ذات الصلة مثل التكنولوجيا والسفر والسياحة.
تشمل اجتماعات شبكة الدوائر الثقافية العالمية الماضية ما يلي:
- 2019: أجتماع أعضاء شبكة الدوائر الثقافية العالمية، منطقة المتاحف، سنغافورة.
- 2018: أجتماع أعضاء شبكة الدوائر الثقافية العالمية، دبي، الإمارات العربية المتحدة.
- 2018: التجمع الإقليمي لأعضاء شبكة الدوائر الثقافية العالمية في أمريكا الشمالية، بروفيدنس، رود آيلاند، الولايات المتحدة الأمريكية.
- 2017: أجتماع أعضاء شبكة الدوائر الثقافية العالمية، برشلونة، إسبانيا.
- 2016: أجتماع أعضاء شبكة الدوائر الثقافية العالمية، بروكلين، نيويورك.
- 2015: أجتماع أعضاء شبكة الدوائر الثقافية العالمية، لندن، المملكة المتحدة.
- 2015: أجتماع أعضاء شبكة الدوائر الثقافية العالمية، جاكرتا، أندونيسيا.[6]
- 2015: أجتماع أعضاء شبكة الدوائر الثقافية العالمية، مونتريال، كندا.[7][8][9][10]
- 2014: أجتماع أعضاء شبكة الدوائر الثقافية العالمية، دالاس، تكساس.[11][12][13][14]